# チャンドラー・ジョーンズ
チャンドラー・ジョーンズ（Chandler Jones 1990年2月27日 - ）ニューヨーク州ロチェスターモービル出身のアメリカンフットボール選手。現在NFLのラスベガス・レイダースに所属している。ポジションはディフェンシブエンド。

## 経歴

### プロ入りまで
高校時代は、Scout.comからニューヨーク州で8番目に高い評価を受けた選手となった。
シラキュース大学に進学、2009年には8試合に先発し、フレッシュマンのオールアメリカンセカンドチームに選ばれた。2010年には前13試合に先発出場した。2011年、怪我のため7試合の出場にとどまったものの39タックル、4.5サックをあげてビッグ・イースト・カンファレンスのオールチームに選ばれた。

### ニューイングランド・ペイトリオッツ
2012年のNFLドラフト前の下馬評では、その年のアウトサイドラインバッカーのプロスペクト中で最も優れた選手と目された。4月26日のドラフトではシラキュース大学出身選手としては2002年のドワイト・フリーニー以来の高順位となる1巡全体21位でニューイングランド・ペイトリオッツに指名された。全体21位で指名するために1巡27位、3巡93位との交換でトレードアップを行っての指名だった。
5月23日にペイトリオッツと4年契約を結んだ。新人の2012年から右ディフェンシブエンドとして先発出場した。テネシー・タイタンズとの開幕戦ではジェイク・ロッカーをサックし、ファンブルロストさせ、同じ新人のドンタ・ハイタワーがボールをリカバーし、リターンTDをあげた。第2週のアリゾナ・カージナルス戦でもケビン・コルブをサックしファンブルロストさせた。9月の4試合でチームトップの3サック、19タックル、2ファンブルルフォースをあげてAFC月間新人MVPに選ばれた。第6週のシアトル・シーホークス戦ではラッセル・ウィルソンを2度サックし、オフェンスラインにも圧力をかけた。ロンドンで行われたセントルイス・ラムズ戦ではサム・ブラッドフォードからシーズン6サック目をあげた。
2013年、11月の3試合で17タックル、4サックをあげて、AFC月間最優秀守備選手に選ばれた。この年、40タックル、AFC3位の11.5サックをあげた。
2014年シーズンは10試合に出場し、43タックル、6サックを記録した。 チームは第49回スーパーボウルで優勝を果たし自身初のスーパーボウルリングを獲得した。
2015年シーズンは、チームトップの12.5サックをあげた。

### アリゾナ・カージナルス
2016年3月15日、ジョナサン・クーパー、ドラフト6巡目との交換でアリゾナ・カージナルスにトレードされた。シーズンでは16試合に先発し、49タックル、11サック、4ファンブルフォースを記録した。

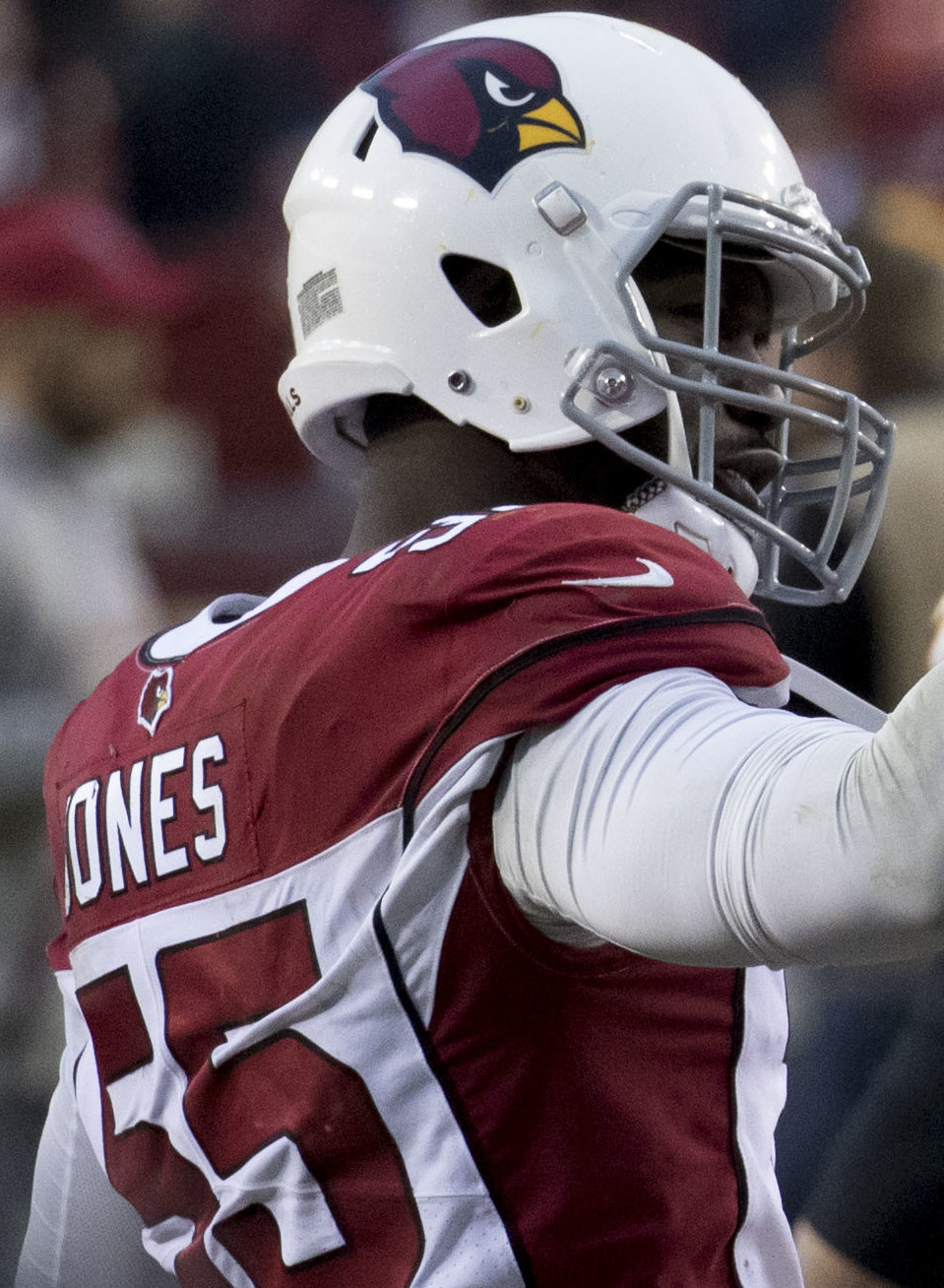
2017年のジョーンズ

2017年3月10日に5年$8250万で契約延長した。 このシーズン2度目のプロボウルに選ばれた。この年、リーグ最多かつフランチャイズレコードとなる17.0サックを挙げた。
2018年シーズンは49タックル、13サック、3ファンブルフォースを挙げた。
2019年シーズンは53タックル、キャリアハイとなる19サックを挙げた。
2020年は第5週で上腕二頭筋を負傷し、10月15日に故障者リスト入りしたため、5試合の出場にとどまった。
2021年、シーズン開幕戦のテネシー・タイタンズ戦で1試合5サックを記録する活躍をみせ、チームの勝利に貢献し、この週の週間MVPに選出された。このシーズンは10.5サックを記録した。オフにFAとなった。

### ラスベガス・レイダース
2022年3月16日にラスベガス・レイダースと3年契約を結んだ。第13週のロサンゼルス・チャージャーズ戦では3サックを記録し、週間MVPを受賞した。第15週の古巣・ペイトリオッツ戦では、同点で迎えた第4Qのラストプレーにてジョーンズは相手WRジャコビ・マイヤーズのラテラルパスをインターセプトし、そのままタッチダウンを挙げチームの勝利に貢献した。このプレーは「Lunatic Lateral」「Las Vegas Lateral」などと呼ばれている。

## 人物
- 兄のアーサー・ジョーンズ（英語版）もボルチモア・レイブンズ等に所属した元NFL選手である。また別の兄のジョン・ジョーンズは総合格闘家であり、UFCのヘビー級とライトヘビー級のチャンピオンとなっている[27]。
- 2016年1月、合成マリファナの過剰摂取により入院していた[28]。